# Antônio Elói Casimiro de Araújo
Antônio Elói Cassimiro de Araújo, primeiro e único barão de Ponte Alta (Sacramento — 25 de setembro de 1903) foi um nobre brasileiro.
Filho do cônego Hermógenes Cassimiro de Araújo Brunswick e Ludovina Clara dos Santos, casou-se com Marcelina Florinda da Silva e Oliveira e, ao ficar viúvo, contraiu novas núpcias com Francisca Augusta de Oliveira, sobrinha de sua primeira mulher.
Houve filhos nos dois casamentos, tendo ainda criado os sobrinhos órfãos filhos de seus cunhados Antônia Carolina da Silva e Oliveira e major Balbino José Ferreira Rios, de quem fora sócio. Entre os sobrinhos que adotou estavam Tubertino Ferreira Rios, que se elegeria senador na Província de Goiás, e Antônio Ferreira Rios, que se casou com Maria Luiza de Araújo Rios (sua prima, neta do Barão da Ponte Alta) e foi um dos fundadores e maiores acionistas do Banco do Triângulo Mineiro. 
Além de agraciado barão, era cavaleiro da Imperial Ordem da Rosa e comendador da Imperial Ordem de Cristo.